# 헤이키 코발라이넨
헤이키 요한네스 코발라이넨(핀란드어: Heikki Johannes Kovalainen, 1981년 10월 19일~)은 핀란드의 포뮬러 원 레이서이다.
랠리 팀 AICELLO를 위해 일본 랠리 챔피언십에 출전하는 핀란드 레이싱 드라이버이다. 그는 2007년과 2013년 사이에 르노, 맥라렌, 팀 로터스, 케이터햄 및 로터스 F1 팀을 위해 포뮬러 원에서 경주했으며 2008 헝가리 그랑프리에서 단일 우승을 기록했다. 포뮬러 원을 떠난 후 2015년부터 2021년까지 일본 Super GT 시리즈에 출전하여 2016년 우승을 차지했다.
그는 레이싱 경력 초기에 르노 드라이버 디밸롭먼트(Renault Driver Development) 프로그램의 지원을 받아 닛산 챔피언십에서 월드 시리즈에서 우승하고 GP2 시리즈에서 준우승을 차지했다. 르노는 그를 2006년 풀타임 포뮬러 원 테스트 드라이버로 영입한 후 2007년 레이스 시트로 승격시켰다.
그는 2008년 시즌 동안 맥라렌으로 이적하여 루이스 해밀턴과 파트너 관계를 맺었다. 포뮬러 원에서의 그의 두 번째 시즌은 그가 실버스톤에서 첫 폴 포지션을 달성하고 Hungaroring에서 첫 승리를 거두어 포뮬러 원 그랑프리에서 우승한 100번째 드라이버가 되는 것을 보았다. 그는 2009 시즌 동안 팀에 남아있었다.
2010년에 그는 새로 창설된 팀 로터스로 옮겨 2011년과 2012년에도 남아 있었고 팀 이름은 2012년에 케이터햄 F1으로 변경되었다. 그는 비경쟁 자동차에서 점수를 얻지는 못했지만 유사하게 비경쟁 자동차로 경주하는 우수한 드라이버에 대해 존경을 받았다. 코발라이넨은 정규 드라이버인 키미 래이쾨넨의 임시 후보로 로터스 F1을 위해 2013년 시즌의 마지막 두 레이스에 참가했다.
2015년에 코발라이넨은 팀 SARD와 함께 GT500 클래스의 슈퍼 GT에서 경쟁하기 위해 일본으로 이주했다. 2016년에는 시리즈 두 번째 시즌에 우승을 차지했다.